# Xuân Trình
Xuân Trình (tên khai sinh là Nguyễn Xuân Trình; 1936 - 1991) quê tại Nam Định, cư trú tại Hà Nội, là nhà văn, nhà viết kịch, được truy tặng Giải thưởng Nhà nước về Văn học Nghệ thuật năm 2001 và Giải thưởng Hồ Chí Minh về Văn học Nghệ thuật năm 2022.

## Tiểu sử
Xuân Trình tên đầy đủ là Nguyễn Xuân Trình, sinh ngày 06 tháng 01 năm 1936 tại làng Lỗ Xá, xã Yên Hưng, huyện Ý Yên, tỉnh Nam Định.
Những năm kháng chiến chống Pháp, Xuân Trình tham gia lực lượng Thanh niên xung phong. Năm 1961, ông tốt nghiệp Đại học Tổng hợp Hà Nội, về công tác tại Tạp chí Văn nghệ, sau đó ông chuyển sang làm biên tập viên báo Văn nghệ của Hội Nhà văn Việt Nam. Năm 1970, Xuân Trình về công tác ở Hội Nghệ sĩ sân khấu Việt Nam.
Trong kháng chiến chống Mỹ, ông là một trong số ít các nhà viết kịch thường xuyên có mặt ở tuyến lửa khu IV, mặt trận Trị Thiên… để sáng tác, phản ánh kịp thời thời sự của cuộc chiến. Sau năm 1975, ông vừa viết kịch vừa làm báo, là hội viên Hội Nhà văn Việt Nam từ năm 1984. Ông từng làm Phó Tổng thư ký Hội Nghệ sĩ sân khấu Việt Nam, Tổng Biên tập Tạp chí Sân khấu và Giám đốc Nhà xuất bản Sân khấu.
Ông mất năm 1991 tại Hà Nội.

## Sự nghiệp
Trong khoảng 31 năm, kể từ khi tác phẩm đầu tay “Chuyện những người du kích” được dàn dựng (năm 1960) đến khi ông qua đời (năm 1991), ông đã có gần 30 kịch bản sân khấu thể hiện quan điểm chính trị trước thời cuộc và có giá trị về mặt nghệ thuật.
Các tác phẩm của Xuân Trình luôn có tính thời sự cao. Ông tập trung vào vấn đề dân chủ hóa đời sống kinh tế - xã hội, đề cao tính chân thật và tính nhân văn, có rất nhiều vở diễn gây nên nhiều tranh luận về nội dung, tư tưởng, nghệ thuật, như: "Chuyện những người du kích"; "Quê ,hương Việt Nam"; "Lập xuân"; "Hận thù từ đâu tới"; "Bạch đàn liễu"; "Ngôi nhà trong thành phố"; "Xóm vắng"; "Cố nhân"; "Thời tiết ngày mai"; "Đợi đến mùa xuân"; "Chuyện tình trong rừng cấm"; "Mùa hè ở biển", “Nửa ngày về chiều” v.v...

### Trắc trở trong sự nghiệp
Trong sự nghiệp của mình, Xuân Trình có nhiều vở kịch phải duyệt đi duyệt lại từ 7 đến 10 lần, nhưng rồi có vở vẫn không được diễn. Có thể nói, Xuân Trình một sự nghiệp gặp nhiều trắc trở, có lúc làm ông nản lòng. Dưới đây là 2 trong số đó.
- Vở kịch "Bạch đàn liễu" được viết vào năm 1973, khi Việt Nam vẫn còn trong chiến tranh. Xuân Trình kể một câu chuyện về sự mất dân chủ ở một làng quê, sự tha hóa của cán bộ và sự nhẫn nhịn chịu đựng của người dân đã dẫn đến bi kịch của một gia đình, của đôi lứa. Ở đó, một lãnh đạo xã nhũng nhiễu lộng hành gieo nhiều khổ sở cho dân nhưng ai nấy đều nhẫn nhịn, thỏa hiệp, những mong đổi lấy bình yên và thăng tiến cho con cháu. Chỉ duy nhất một phụ nữ kiên quyết chọn đối mặt chống lại tiêu cực, chấp nhận trả giá cho sự đấu tranh đơn độc của mình... Kịch bản sau khi hoàn thành đã được hai đạo diễn tài năng lúc bấy giờ là Đình Quang và Đoàn Bá dàn dựng, nhưng sau buổi tổng duyệt đã không thể đến với công chúng bởi tội "chửi chính quyền". Tới tận năm 2019, vở kịch mới được công diễn sau 46 năm kịch bản ra đời và lúc đó ông cũng đã qua đời.[3]
- Để chuẩn bị cho Hội diễn Sân khấu chuyên nghiệp toàn quốc vào tháng 5 năm 1980 ở Hải Phòng, Đoàn Kịch Hà Nam Ninh dựng vở "Thời tiết ngày mai" của Xuân Trình do Đoàn Anh Thắng làm đạo diễn và Lê Huy Quang là họa sĩ thiết kế mỹ thuật. Tỉnh duyệt nhiều lần mà nội dung vẫn cứ vướng theo quan niệm của một vị lãnh đạo tỉnh phụ trách văn hóa - xã hội. Lần cuối cùng, tỉnh quyết định mời lãnh đạo các ban, bộ của Trung ương về tổng duyệt và tất cả đều khẳng định những mặt thành công của vở diễn nên đã quyết định cho Đoàn Kịch được đi Hội diễn. Nhưng, đúng buổi sáng Đoàn Kịch Hà Nam Ninh đang chuẩn bị đi Hải Phòng thì bất ngờ có lệnh của vị lãnh đạo tỉnh nói trên: không được tham dự Hội diễn. Vị lãnh đạo này cho rằng có những lệch lạc về nội dung tư tưởng trong vấn đề nông nghiệp, nông thôn. Chương trình tham dự Hội diễn và công diễn vở kịch của Đoàn Kịch Hà Nam Ninh vì thế bị hủy bỏ. Sau sự việc trên, Xuân Trình đã chuyển vở kịch thành tiểu thuyết Thời tiết ngày mai do Nhà xuất bản Phụ nữ ấn hành. Còn vở kịch "Thời tiết ngày mai" mãi về sau mới ra mắt công chúng.[4]

Giải thích về số phận không suôn sẻ của các vở kịch của Xuân Trình, nhiều nhà nghiên cứu đã cho rằng những dự cảm của Xuân Trình đã bộc lộ quá sớm so với thời cuộc. Xuân Trình đã đi trước, đã nhìn thấy trước vấn đề và đề cập đến quá sớm, khi đời sống chính trị - xã hội của đất nước hay của một bộ phận bảo thủ nào đó, chưa sẵn sàng chấp nhận những điều đó...

### Đánh giá
| “                                                   | Dường như, tất cả những vở diễn của Xuân Trình đều có tính dự báo, luôn đi trước thời đại như “Mùa hè ở biển”,“Đợi đến mùa xuân”, “Nửa ngày về chiều”. Tôi cho rằng, Xuân Trình là một nhân cách sáng tạo lớn, một tâm hồn đẹp đã phả vào tác phẩm những khát khao, ước vọng rực rỡ nhất của cuộc đời mình. Ông đã sống một cuộc đời đầy nước mắt nhưng cũng đầy niềm vui, đầy sự hạnh phúc với nghề... | ” |
| — NSƯT Đào Quang - nguyên Trưởng Đoàn kịch Nam Định | |   |

| “                                               | Kịch Xuân Trình tập trung đặt ra và đề xuất cách giải quyết những vấn đề trong quản lý con người, trong tổ chức và quản lý xã hội. Ông không nhấn mạnh vào yêu cầu xóa bỏ cơ chế quan liêu bao cấp trong quản lý kinh tế, tổ chức sản xuất mà luôn nhấn mạnh vào yêu cầu phải đổi mới tư duy, cải tạo tư tưởng và tổ chức xã hội theo mục tiêu đảm bảo quyền dân chủ, quyền được hạnh phúc của nhân dân. | ” |
| — Tiến sĩ văn học, nhà viết kịch Trần Đình Ngôn | |   |

| “                                                                       | Nhìn chung, những tác phẩm của Xuân Trình ra đời thành công nhiều và tai nạn nghề nghiệp cũng không ít. Tuy nhiên, với bản lĩnh, sắc sảo, tác phẩm của ông có tính dự báo, hình tượng nhân vật sinh động, tư tưởng nghệ thuật đậm chất chính luận đã làm nên một Xuân Trình với những tác phẩm sân khấu có giá trị tư tưởng và chất lượng nghệ thuật cao. | ” |
| — Nghệ sĩ nhân dân Lê Tiến Thọ - Chủ tịch Hội Nghệ sĩ Sân khấu Việt Nam | |   |

| “                                                                                   | Định mệnh của Xuân Trình là sân khấu. Các kịch bản của ông như là số phận. Xuân Trình hiện lên cao lớn. Những vở diễn của ông phản biện xã hội, mang tính dự báo. Ông đặt ra những số phận, quan tâm đến người nghèo. | ” |
| — Nghệ sĩ nhân dân Lê Chức - Phó Chủ tịch Thường trực Hội Nghệ sĩ Sân khấu Việt Nam | |   |

| “                               | Xuân Trình, trong mắt tôi trước hết là một người cầm bút có tinh thần trách nhiệm rất cao trước trang viết của mình - điều mà không phải bất cứ ai, phàm đã đeo đuổi nghiệp văn chương, cũng đều có sẵn trong mình. Đó là một phẩm chất hiếm quý chỉ có ở những nhà văn đích thực. | ” |
| — PGS. TS. Nguyễn Thị Minh Thái | |   |

Sáng 30-11-2019, tại hội thảo "Xuân Trình - nhà viết kịch, nhà lãnh đạo sân khấu tiên phong của sự nghiệp đổi mới", các nhà nghiên cứu, nhà phê bình, nhà viết kịch cùng thời đều nhận định Xuân Trình là một tài năng sân khấu lớn và đặc biệt của sân khấu Việt Nam.

## Tác phẩm chính[1]

### Văn xuôi
- Từ một làng ở Vĩnh Linh (văn xuôi, 1968)
- Thời tiết ngày mai (tiểu thuyết, 1983)

### Kịch bản sân khấu:
- Chuyện Những người du kích (1962)
- Quê hương Việt Nam (1967)
- Lập xuân (1970)
- Xóm vắng (1972)
- Hận thù từ đâu tới (1973)
- Bạch đàn liễu (1973)
- Ngôi nhà trong thành phố (1973)
- Trăng lên đỉnh núi (1977)
- Đoàn tàu đi về phương Nam (1977)
- Thời tiết ngày mai (1978)
- Cố nhân (1979)
- Cuộc đời này là của chúng mình (1983)
- Mùa hè ở biển (1985)
- Đợi đến mùa xuân (1986)
- Ngày xưa nơi đây là chiến tranh (1988)
- Ngôi nhà màu hồng ngọc (1988)
- Chuyện ông Hựng ở lò thúc mầm (1989)
- Nghĩ về mình (1990)
- Nửa ngày về chiều (1990)
- Tai họa hay rủi ro (1991)
- Chuyện tình trong rừng cấm...

## Vinh danh
- Giải thưởng Nhà nước về Văn học & Nghệ thuật lần I năm 2001[1]
- Giải thưởng Hồ Chí minh về Văn học & nghệ thuật đợt IV năm 2022[1]
- Tỉnh Nam Định lấy tên ông đặt cho một con đường của thành phố Nam Định năm 2014.[1]
- Ngày 30-11-2019, Hội đồng Lý luận phê bình văn học nghệ thuật Trung ương, Hội nghệ sĩ sân khấu Việt Nam, Trung tâm Bảo tồn và Phát triển Nghệ thuật sân khấu Việt Nam và Tạp chí Văn hiến Việt Nam phối hợp tổ chức hội thảo khoa học quốc gia về nhà viết kịch, nhà lãnh đạo sân khấu tiên phong của sự nghiệp đổi mới Xuân Trình.[7]